# Nino Tibilashvili
Nino Tibilashvili (11 de mayo de 1997) es una deportista georgiana que compite en esgrima en silla de ruedas. Ganó dos medallas en los Juegos Paralímpicos de Verano, plata en Tokio 2020 y bronce en París 2024.

## Palmarés internacional
| Juegos Paralímpicos | Juegos Paralímpicos | Juegos Paralímpicos | Juegos Paralímpicos |
| Año                 | Lugar               | Medalla             | Prueba              |
| ------------------- | ------------------- | ------------------- | ------------------- |
| 2020                | Tokio (Japón)       | Medalla de plata    | Sable individual A  |
| 2024                | París (Francia)     | Medalla de bronce   | Sable individual A  |